# Христівка (Миргородський район)
Хри́стівка —  село в Україні, у Шишацькій селищній громаді Миргородського району Полтавської області. Населення становить 122 осіб. До 2015 орган місцевого самоврядування — Жоржівська сільська рада.

## Географія
Село Христівка знаходиться на одному з витоків річки Грузька Говтва, за 0,5 км від села Жоржівка. По селу протікає пересихючий струмок з загатою.

## Історія
Село постраждало внаслідок геноциду українського народу, проведеного окупаційним урядом СССР 1932-1933 та 1946-1947. 
12 червня 2020 року, відповідно до розпорядження Кабінету Міністрів України № 721-р «Про визначення адміністративних центрів та затвердження територій територіальних громад Полтавської області», село увійшло до складу Шишацької селищної громади.
19 липня 2020 року, в результаті адміністративно - територіальної реформи та ліквідації Шишацького району, село увійшло до складу новоутвореного Миргородського району Полтавської області.

## Уродженці
- Василь Седляр (1899-1937) — видатний український художник та педагог, учень та друг Михайла Бойчука, автор ілюстрацій до «Кобзаря» Т.Г.Шевченка 1931 та 1933 років.